# ミッチー・サッチー騒動
ミッチー・サッチー騒動（ミッチー・サッチーそうどう）は、1999年3月31日から2001年12月5日まで、浅香光代（ミッチー）と、野村沙知代（サッチー）との間で繰り広げられた一連の批判合戦。単に「サッチー騒動」とも呼ばれる。
騒動の過程で沙知代による公職選挙法第235条（虚偽事項の公表罪）違反の疑いと脱税の罪が明るみに出て、沙知代の逮捕へとつながった。また当時共に70歳近かった女性2人が舌戦を繰り広げる様は、芸能ゴシップとして写真週刊誌・女性週刊誌や民放各局のワイドショーを中心とするマスメディアにとって格好のネタとなった。

## 概要
騒動の発端は1999年3月31日、浅香がそれまでレギュラー出演し、その日が最後の出演であったTBSラジオ『大沢悠里のゆうゆうワイド』内での出来事。東京都知事選挙に絡んで沙知代が立候補した1996年10月の第41回衆議院議員総選挙の結果に基づき、次点だった沙知代に繰り上げ当選の可能性が出たことに対し「あんな人はもう嫌。引っ叩いてやりたいよ」「何が代議士よ。挨拶もろくに出来ないのに何考えてんだ。税金の無駄遣い。笑わせるんじゃないってんだよ!」「テレビの若い人や運転手を『馬鹿野郎』と怒鳴りつけるなど弱い者いじめが過ぎる。あんな女を番組に起用するから増長する」などと痛烈に批判したことに始まる。更にこの時、沙知代の写真を破り捨てるという行動を取った。
この背景には、その1年前まで浅香が沙知代と共演していた舞台で生じた確執があった。放送内で浅香は、沙知代が舞台の稽古を怠けたことで不満を持っていた所、沙知代に「挨拶がしっかりしていない」「横柄な振舞」などと批判されたと主張。受けた批判に対して「馬鹿言ってんじゃないわよ!」「一体何様のつもりだってぇの!?」と一喝した。浅香と沙知代の仲睦まじい共演が話題を呼んでいたこともあり、この発言は当初多くの聴取者に衝撃を与えた。浅香から批判を受けた沙知代は、4月6日に大阪市内のホテルでの講演会にて浅香の行為を売名行為と断じ、浅香の攻撃を受け流す意向を示した。浅香は内縁の夫である世志凡太を担ぎ出して反撃した。
視聴率が好調であったことから民放各局のワイドショーなどがこの騒動を取り上げ始めた他、写真週刊誌も騒動を扱うようになり、これに乗じる形で各芸能人・著名人が沙知代に対してのバッシングを行うようになる。1999年1月にハワイ滞在中、初対面の沙知代から息子のいる前で「あんた、醜いわね」と言われたことをテレビで告白した元フィギュアスケート選手の渡部絵美や、同じくハワイで当時ヤクルトの選手だった石井一久との交際が噂され、ハワイでビンタされたと報じられた神田うのとその後見人役だった美川憲一、デヴィ・スカルノ、ミッキー安川、十勝花子らが浅香寄りの発言をした一方、沙知代と交友のある神田川俊郎、テリー伊藤などが沙知代を擁護する立場を取るなど、芸能界の一大騒動として連日ワイドショーにて報道された。
田中眞紀子はこの騒動を「恐竜対恐竜」と表現している。またジャーナリストの有田芳生は、沙知代の学歴詐称を問題視したものの「ミッチーは周りに押されてやってるのは腑に落ちない」「渡部絵美や十勝花子が騒ぐのは嫌な感じ」と浅香並びに浅香派芸能人への苦言も呈していた。
マスコミの報道は益々過熱し、連日のようにこの騒動が報道された。1999年春から夏にかけて週刊誌の苛烈な沙知代バッシングが続いた。
その後浅香による沙知代の公職選挙法違反での告発や、最終的には沙知代の実弟である伊東信義、次男のケニー野村までが沙知代を批判する著書を出版。さらに、長男の団野村が沙知代と絶縁状態であるとの報道も相まって、騒動の方向性は熟女バトルから沙知代バッシングへと徐々に変わっていった。
1999年6月1日には当時内閣総理大臣の小渕恵三がベストドレッサー賞授賞式後、リポーターにこの騒動について質問される場面もあった。
この騒動は、テレビ局をも巻き込んだ。1999年6月10日放送のフジテレビ『とんねるずのみなさんのおかげでした』内「新・食わず嫌い王決定戦」に沙知代が出演した回は、筆頭スポンサーの花王が当日放送分のみ提供クレジットの送出を自粛し、7月4日放送の日本テレビ『おしゃれカンケイ』でも、同様に沙知代がゲスト出演したことで、スポンサーの資生堂が「番組で沙知代が話した内容は会社側の番組イメージとずれている」として当日放送分の広告の出稿を取りやめる事態が発生。このうち『おしゃれカンケイ』に関しては、皮肉なことに関東・関西両地域で番組の最高視聴率を獲得してしまった。
沙知代は騒動の渦中にあっても各地で講演会を続け、浅香や自身への批判派著名人への口撃も行っていた。そうした状況を面白がる人々により講演会やイベントは大盛況となっていた一方、一部の講演会は騒動の影響で中止となることもあった。1999年5月に予定されていた埼玉県狭山市での講演会は中止となったほか、狭山市と同日に千葉県木更津市での講演会のダブルブッキングが発覚し、木更津市側が激怒したということもあった。遂には講演会の会場に警察が出動する事態も発生している。
2001年12月5日、沙知代が脱税容疑で逮捕されたことにより、世間的には浅香側の勝利という形でこの騒動は収束した。浅香は沙知代の逮捕直後に会見を行い、その場で「正義は勝つ」と述べた。夫の野村克也は阪神タイガースの監督続投が決まっていたが、沙知代の逮捕直後に監督を辞任した。
2002年3月19日、沙知代の初公判を受け浅香が浅草で会見し、公判で「すべて税理士に任せていた」と発言した沙知代を批判した。また公判ではタレント活動は行わないとしながら、書籍の出版を画策していることに触れ、再びテレビ出演するに決まっていると決め付けたその後、沙知代は正式に芸能界復帰を果たしている。また、5月1日に予定された判決についても言及し、実刑にはならないだろうと見解を示した。

## 沙知代バッシング
沙知代の学歴詐称に対する疑惑も取り沙汰された。その発端は沙知代の衆議院選挙立候補に於いて、外国人記者クラブで記者を前に「私はコロンビア大学で聴講生として通っていた」と会見し、選挙公報にも最終学歴はコロンビア大学卒業となっていた。沙知代の実弟・伊東は彼女の学歴について「中等学校で終了し、終戦後の数年間には東京・新橋の第一ホテルで皿洗いのアルバイトなどをしつつ、進駐アメリカ人兵士相手のパンパンとして身を立てていた」としている。
騒動が過熱する中の1999年7月、1996年10月の第41回衆議院議員総選挙に沙知代が新進党から立候補した際、虚偽の経歴（アメリカ合衆国のコロンビア大学卒業、1972年に克也と結婚した等の経歴）で選挙活動を行ったとして浅香は沙知代を公職選挙法違反（虚偽事実公表罪）で計7件の告発を行った。この時、弁護士の若狭勝が沙知代の身辺調査を行った。浅香は、沙知代の公職選挙法違反を東京地検に告発するも、7月14日に不受理となった。7月14日、浅香は浅草のホテルで会見を行い目にうっすら涙を溜めながら「残念ながら受理されなかった。こんなことがあっていいのかと思います」と悔しさを滲ませていた。直ちに告発状を申し付け、東京地検が再告発を受理したことに合わせて浅香・渡部・十勝を中心に沙知代の学歴詐称疑惑の調査を求める署名活動が行われた。浅香は、集まった7万1611通の署名を当時法務大臣だった陣内孝雄に提出。当時与党の自民党議員の中には、東京地検の告発不受理について衆院法務委員会で追及すべきという声も上がっていた。このように、沙知代の学歴詐称・公職選挙法違反が国会で議論される可能性も示唆されていた。また、告発を不受理としたことで東京地検には前代未聞の1万件近い抗議電話があったという。告発当時既に新進党は消滅しており、この騒動を受けて小選挙区に立候補予定だった東祥三は立候補を取りやめた。そのために繰り上げ当選する可能性はなくなったが、沙知代は繰り上げ当選を辞退する意向を示していた。
マスコミはコロンビア大学や、実際にコロンビア大学を卒業した日本人に取材を試みた。中にはロス疑惑で有名になったジミー佐古田に取材を試みるテレビ局まであった。学歴詐称の疑いについては先に『ザ・ワイド』（日本テレビ）が、コロンビア大学を卒業した日本在留の外国人などに取材し、同大学の同窓会による卒業生名簿を調べている。そこで、沙知代の名前（出生名「伊東芳枝」と現本名「野村沙知代」双方）がないことを確認していた（検察の捜査員が、現地コロンビア大学で調査したところ、大学の事務当局には当時の留学生の学籍原簿や単位認定記録等自体が残っておらず、経歴詐称の証拠は得られなかった）が、この事実が地検の捜査に影響を及ぼしたかについては一切報道されておらず、本件については沙知代からのコメントはない。なお、学歴詐称を指摘された沙知代は「コロンビア大学ではなく、コロラド大学に留学した。間違えたのは編集部のミス」と答えるなど、曖昧で非合理な対応に終始していた。その他、「コロンビア大学への留学を証明できる書類などが金庫ごと盗難に遭い、証拠は提出できない」とも述べていた。
また婚姻歴については、息子である野村克則の誕生日から逆算し、1972年当時には克也と事実婚の状態であったと認定された。10月、これらの事実を受け、全7件の全てが嫌疑不十分により不起訴とされた。この決定に対し、東京地検に抗議が殺到した。
不起訴の翌日、結論に納得しなかった十勝花子は東京地検前にマスコミを呼び「検察の決定にカチンときた。何故、あれだけの証拠がありながら不起訴なのか分からない。もう検察は死んだと思っている。だから喪服を着て会見します」と怒りを露わにして会見を行った。
学歴詐称疑惑や美容整形などの料金踏み倒し疑惑、ドタキャン問題など騒動が頻発していた沙知代に対する視聴者の反発などもあり、レギュラー出演していたTBS『快傑熟女!心配ご無用』は1999年8月12日放送分を以って降板した。
沙知代はこれらのバッシングに対しほぼ黙認を貫いていたが、脱税による逮捕の執行猶予が付いた2002年5月「もうこれ以上我慢する気はさらさらない」と大量提訴に踏み切った。騒動に関連した数多くの週刊誌（『週刊実話』のほかに『週刊ポスト』、『女性セブン』、『女性自身』、『週刊女性』、『FLASH』、『週刊朝日』など）や芸能人・著名人（浅香をはじめ渡部、デヴィ夫人など）を相手取り、名誉を毀損されたとして裁判を起こした（名誉棄損件数は計31件、賠償請求額は合計5億円とも伝えられる）。この訴訟が公になった時、浅香は「えっ、私に?デヴィさんの間違いじゃないの!?」「疲れ切っちゃって」「腰と足を痛めちゃいまして」などと述べた。
2003年5月15日には「借金が10億円以上ある」「出馬した衆院選で落選後、選挙事務所から1000万円を持ち去った」などの記事を書き立てた『週刊実話』に対し、220万円の支払い（発行元の日本ジャーナル出版に対し）を、9月22日には「（沙知代は）魔女どころか毒婦以下」と発言したデヴィ・スカルノに110万円の支払いを、それぞれ東京地裁が命じた。
そして2004年1月16日には、浅香に対して名誉毀損で1億1000万円の損害賠償を求めていた訴訟の判決が下り、東京地裁は浅香に110万円の支払いを命じている。翌1月17日には『日刊スポーツ』が「サッチーがミッチーに辛勝、騒動に終止符」と題しこのことを取り上げた。浅香は東京高等裁判所に控訴するも、6月28日には東京高裁でも沙知代の訴えが認められる格好となった。ただし、浅香の名誉棄損は認めつつも「真実相当性が認められるものもある」ということで、賠償金は1億1000万円から110万円へ減額された。
当時東京高裁の赤塚信雄裁判長は、浅香のマスコミへの情報提供について「雑誌記者に情報を提供した段階で名誉棄損は成立した」と認めた。一方で「学歴詐称」に関しては「留学経験があるなら、連日の疑惑報道に野村さんが何の反論もしないのは極めて不自然で、学歴を詐称していると信じる相当の理由があった」と、改めて真実相当性を認めている。
また、沙知代は「『舞台での共演を継続したい』という浅香の要望を断った直後に、浅香が批判をし始めた」と述べている。

## 反響と影響
騒動による大きな反響を受け、これまで高年齢者に偏っていた浅香の知名度が、若い世代にも拡大したほか、「ミッチー・サッチー」は1999年の新語・流行語大賞トップテン入賞を果たした（受賞者は浅香のみ）。
あまりに過熱する騒動にはマスコミの姿勢に対しても批判が上がり、報道被害など人権の観点からの批判もあった。さらに、この騒動の渡部、十勝などのパフォーマンスや批判内容が余りにも稚拙であった（「（沙知代が）芝居の稽古に遅刻をしたが、反省する素振りもなくたばこを吸い出した」、「プライベートで通りすがりに（沙知代から）『醜い』と言われた」など）ことや、騒動後に彼女達のテレビでの露出が一時的に増えたこと・渡部が騒動終盤の時期である2001年に第19回参議院議員通常選挙に出馬（結果は落選）したこと・そもそも沙知代と十勝の接点が何も報じられなかったことなどから「渡部、十勝は最初から自身の売名行為が目的で騒動に参加したのではないか？」という批判も出た。なお、この批判は1992年（平成4年）の第16回参議院議員通常選挙で同じく学歴詐称事件で起訴されて最高裁判所で有罪判決を受け、当選無効となった新間正次がワイドショーへの売り込み出演をして沙知代を批判し、騒動に加わったことで更に大きくなっていった。
大宅壮一文庫調べによる1999年の人名索引ランキング（2000年3月調査）で沙知代は1位、克也は8位、浅香は49位となった。
一方で報道するマスコミ側からは、沙知代が政治家を目指した人物であること、さらに先述の通り沙知代がその時点で衆議院の繰り上げ当選の可能性を残していた（現実に繰り上げ当選の可能性が取り沙汰されたこともあった）ことなどから、沙知代が「（準）公人」であるとして、報道を正当化する意見が述べられた。

## 騒動の周辺・後日談
沙知代自身は学歴詐称疑惑について「読売（読売ジャイアンツ）の陰謀」と話している。他にもこの騒動自体が読売グループ主導によるネガティブ・キャンペーンであると批判した著名人やメディア（毎日新聞社など）も多くいた。佐々木慎吾は「（バッシングは阪神の監督を務めていた）克也への揺さぶり」 という沙知代の「読売陰謀説」を支持している。
浅香に関しても、自身の過去を暴いた怪文書の隠蔽工作などを図っていたとされる。にもかかわらず、沙知代のみが槍玉に挙げられたのは「視聴率を稼ぎたいワイドショー（民放テレビ局）側と、それぞれに思惑のある連中がお互いの利益で結び付いているから」という構図によるものとも言われている。『噂の真相』は「沙知代批判を繰り返している面々も、実はそれ以上にうさん臭かったり、目くそ鼻くそのたぐいである」と報じた。
フジテレビ系列『情報プレゼンター とくダネ!』は4月16日放送分で、沙知代の美容整形の料金滞納問題を放送した。しかし翌日、小倉智昭は番組冒頭で「今後、ミッチー・サッチー騒動や野村沙知代さんに関する報道は特に大きな進展がない限り放送はしません」と挨拶した。理由は明言されなかったが『スポーツ報知』はヤクルトを3度の日本一に導いた沙知代の夫・克也に配慮した、またはヤクルト球団の大株主であるフジテレビ及びフジサンケイグループの意向（圧力）であると報じた。
芸能ニュースを扱うワイドショーを放送しないテレビ東京は、この騒動とほぼ無縁状態だった。1999年6月25日に行われた同局の定例会見にて、当時の一木豊社長は「ウチは（この騒動の報道を）やる気がないから困惑している。こんなことを続けていると政党が出てきて、『けしからん』と言われてしまう」と述べた。
沙知代は1999年6月30日にワーナーミュージックよりシングル「SUCH A BEAUTIFUL LADY」を発売する予定だったが、同社が発売延期を表明、後に発売元をワンダービートに替えて7月20日に発売するという事態も発生した。
エッセイストとして活動していた沙知代は1985年8月、処女作となったエッセイ『きのう雨降り今日は曇りあした晴れるか』（潮出版社）を発表（月刊誌『潮』1985年8月号掲載。1985年8月、潮出版社より単行本化）。同著作は1985年の第4回「潮賞」ノンフィクション部門特別賞を受賞した。しかしこの騒動が始まると、沙知代の経歴への疑惑からゴーストライターの存在などが取り沙汰される騒ぎとなり、潮賞は第20回（2001年）を最後に中止に追い込まれた。

## 沙知代没後
2017年12月8日、沙知代が死去した。訃報を受けて浅香は「あたしよか長生きすると思ってたのに、人間って分からない。こうなったら仏になりましたから、安らかにと手を合わせるしかないです。静かにしてほしいと願います」と語った。騒動後は全く交流は無く、東京駅で見かけた程度だったという。
沙知代のお別れ会を済ませた克也は2018年2月16日放送のTBS『爆報! THE フライデー』に出演し、沙知代死去直前の様子などを語った。その中で克也は、沙知代が自分に語った過去の経歴や家庭環境などの「履歴は100％、全部ウソでした」と告白し、沙知代が自分に全部嘘を言っていたと明かした。克也はまた「ウソをついてでも自分と結婚したかったのだろう。愛情の変換でそうなったんじゃないのかな、と取った」と語った。克也の証言により、本騒動の最大の焦点で裁判沙汰にまで発展した沙知代の経歴に関する議論は、一応の決着を見ることになった。
2019年3月、克也は手記『ありがとうを言えなくて』（講談社、ISBN 406515040X）を出版した。同書には沙知代の生い立ちや経歴がすべて嘘であったと改めて記されている。
翌2020年1月、『週刊女性』1月28日号に浅香光代と内縁の夫である世志凡太が、騒動当時について述懐したインタビュー記事が掲載された。その中で世志は「サッチーがしていたことって全部“野村監督”のためなんだよ。（中略）確かに度を越したところもあったけど、それだけ一生懸命だったんだなって今は思うね」と語っている。翌2月11日、克也が84歳で死去した。12月14日にはもう一人の当事者であった浅香が膵臓がんのため92歳で死去した。